# 豊田利三郎
豊田 利三郎（とよだ りさぶろう、1884年（明治17年）3月5日 - 1952年（昭和27年）6月3日）は、日本の実業家。位階は従五位。勲等は勲四等。
株式会社豊田自動織機製作所社長（初代）、豊田紡織株式会社社長（第3代）、トヨタ自動車工業株式会社社長（初代）、豊田工機株式会社社長（初代）などを歴任した。

## 人物
豊田佐吉の婿養子（長女愛子の夫）で、豊田自動織機製作所及びトヨタ自動車工業の初代社長である。ただし、トヨタ自動車工業の実質的な創業者は、佐吉の実子で利三郎の義弟にあたる豊田喜一郎であるとされる。利三郎は元々は車作りに反対していたが、喜一郎の細かい計画や上海自動縫の西川からの資金援助で豊田自動車（後のトヨタ自動車）を設立した。

## 来歴
1884年（明治17年）、現在の滋賀県彦根市生まれ、旧姓児玉利三郎。神戸高等商業学校（現・神戸大学）卒業。東京高等商業学校（現・一橋大学）専攻部卒業（商業学士）。卒後、伊藤忠商店（現・丸紅）に就職。翌年に新設されたマニラ支店の初代支店長を歴任。
三井物産綿花事業部長で、後に東洋棉花株式会社（後のトーメン、現在の豊田通商）の創業者・初代社長となる実兄の児玉一造が豊田佐吉の自動織機事業の理解者であったことから、1915年（大正4年）に豊田家の婿養子に迎えられた。妻の愛子は喜一郎の妹であるが、利三郎自身は喜一郎より年上であるため、旧戸籍法のもとでは、喜一郎の義兄ということになる。
1926年（大正15年）11月18日の豊田自動織機製作所設立に際し初代社長となり、1933年（昭和8年）愛知発明協会会長に就任。1936年（昭和11年）10月23日には豊田佐助の後を受け豊田紡織社長も兼務した。1937年（昭和12年）に同社自動車部が独立してトヨタ自動車工業が設立されるとその初代社長となった。その後、1941年（昭和16年）1月に喜一郎に社長を譲って会長となり、同年豊田工機社長も兼務した。
豊田製鋼社長、中央紡織社長、庄内川レーヨン社長、庄内川染工所社長、トヨタ金融（のち豊田産業）社長、豊田紡織廠社長も歴任した。1949年（昭和24年）に業績低迷のため喜一郎とともに退任している。1952年（昭和27年）6月3日、68歳にて死去。喜一郎が同年3月27日に死去しているため、彼の後を追うような形になった。

## 家族
- 長男：豊田幸吉郎（1919年 - 2001年） - 元・豊田自動織機製作所専務
- 二男：豊田大吉郎（1921年 - 2010年） - 元・豊田通商会長
- 三男：豊田信吉郎（1924年 - 1996年） - 元・豊田紡織（現・トヨタ紡織）会長
- 四男：豊田禎吉郎（1928年 - ） - 元・日本電装（現・デンソー）会長
- 兄：児玉一造（1881年 - 1930年） - 元・東洋綿花（現・豊田通商）会長
- 弟：児玉桂三（1891年 - 1972年） - 東京大学名誉教授、元・徳島大学学長、元・トヨタ自動車工業監査役

## 親戚
- 遠縁：石田退三（1888年 - 1979年） - 元・トヨタ自動車工業社長[7]

## 栄典
- 1952年（昭和27年） - 従五位[8]。
- 1952年（昭和27年） - 勲四等瑞宝章[8]。

## 関連文献
豊田利三郎に係る書籍
- 「名古屋人士の俤」 P80「豊田利三郎氏」の項（珊々社・1930年）
- 「財界中心人物を語る」P169「豊田利三郞 （豊田自動車社長）」の項（池田辰二著、金星堂・1939年）
- 「日本経済を育てた人々」 P257「豊田利三郎・石田退三」の項（関西経済連合会・1955年）
- 「経営史学46(2) 2011年9月」 P49「豊田利三郎と豊田業団-経営構想、企業家ネットワークと同族経営体制」の項（経営史学会）
- 「経済人6(10) 1952年10月」 P38「憶い出の豊田利三郎氏 石田退三」（関西経済連合会）
- 「豊田利三郎氏伝記」（豊田利三郎氏伝記編纂会 ・1958年）

| ビジネス      | ビジネス                                    | ビジネス            |
| ------------- | ------------------------------------------- | ------------------- |
| 先代 （新設） | 豊田自動織機社長 初代 : 1926年 - 1948年     | 次代 石田退三       |
| 先代 豊田佐助 | 豊田紡織社長 第3代 : 1936年 - 1942年        | 次代 中央紡績に合併 |
| 先代 （新設） | トヨタ自動車工業社長 初代 : 1937年 - 1941年 | 次代 豊田喜一郎     |
| 先代 （新設） | トヨタ自動車工業会長 初代 : 1941年 - 1945年 | 次代 石田退三       |
| 先代 （新設） | 豊田工機社長 初代 : 1941年 - 1945年         | 次代 菅隆俊         |
| その他の役職  |                                             |                     |
| 先代 岡谷惣助 | 愛知発明協会会長 第4代 : 1933年 - 1937年    | 次代 大隈栄一       |